# Плайди, Луи
Луи Пла́йди (нем. Louis Plaidy; 28 ноября 1810, Вермсдорф — 3 марта 1874, Гримма) — немецкий пианист и музыкальный педагог.

## Биография
Ученик Альбрехта Агте, Плайди первоначально играл в Дрездене на скрипке, затем в 1831 г. отправился в Лейпциг для усовершенствования мастерства. В 1843 г. по приглашению Феликса Мендельсона начал преподавать в Лейпцигской консерватории и оставался в этой должности до 1865 г. Среди учеников Плайди были, в частности, Артур Салливан, Дадли Бак и другие иностранные студенты Лейпцига — в том числе Эдвард Григ, который, однако, настолько разошёлся с Плайди во вкусах и интересах (по мнению Грига, Плайди был прямолинейным педантом и малоспособным исполнителем), что по собственной просьбе был переведён в класс Эрнста Фердинанда Венцеля. Зато Клара Кэтлин Роджерс вспоминала о Плайди как о милом и добросердечном наставнике, его благодарным учеником был также известный в дальнейшем английский пианист и композитор Джон Фрэнсис Барнетт.

## Творчество
Плайди написал методическое пособие «Технические упражнения для фортепианной игры» (нем. Technische Studien fuer das Pianofortespiel) и книгу более свободного содержания «Учитель фортепиано» (нем. Der Clavierlehrer).